# Американський ніндзя 2: Протистояння
Американський ніндзя 2: Протистояння, англ. American Ninja 2: The Confrontation — американський бойовик.

## Сюжет
Дія відбувається на острові Святого Томаса у Карибському морі, куди американський найманець Джо Армстронг і сержант Кертіс Джексон прибувають для розслідування таємничого зникнення групи морських піхотинців. Дуже скоро вони натикаються на сліди жахливої операції з наркотиками, керованої могутнім наркодилером на прізвисько Лев. Він викрав піхотинців, щоб за допомогою генетики створити з них бійців-ніндзя. Пара шукачів пригод, на допомогу до яких приходить дочка місцевого ученого Алісія Санборн, б'ються з Левом і його армією ніндзя, щоб назавжди зруйнувати його диявольську імперію.

## У ролях
- Майкл Дудікофф — сержант Джо Армстронг
- Стів Джеймс — сержант Кертіс Джексон
- Ларрі Поіндекстер — сержант Чарлі МакДональд
- Гері Конуей — Лео «Лев» Беркі
- Джефф Челентано — капітан «Дикий Білл» Вудвард
- Мішель Боутс — Алісія Санборн
- Майкл Стоун — Тодзио Кен
- Лен Сперроухок — Пет МакКарті
- Джонатан Піенаар — Томмі Тейлор
- Білл Керрі — Інспектор Сінгх
- Денніс Фолбідж — Сер Клоудслі Сміт
- Ельмо Філліс — Тото
- Ральф Дрейпер — професор Санборн
- Джон Пастернак — Везувій
- Гарі Форд — посол Скраггс
- Мелвін Джонс — Чак
- Адріан Валдрон — Карл
- Джемі Бартлетт — Сінклер
- Гевін Ван Дер Берг — Берт Баллард
- Енн Кертіс — Леді Сміт
- Джон Фудзіока — Шиніукі
- Нава Халімі — подруга Джексона
- Нік Ніколсон — (в титрах не вказаний)